# Henry Schoolcraft

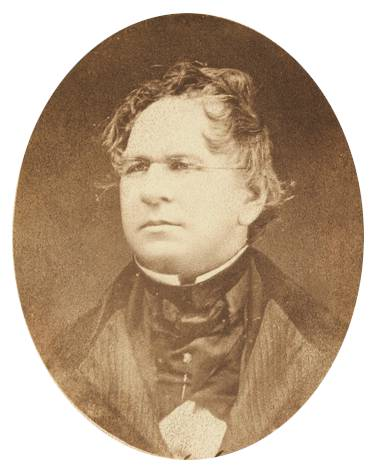
Henry Schoolcraft in 1855

Henry Rowe Schoolcraft (23 maart 1793 - 10 december 1864)  was een Amerikaans geograaf, geoloog en etnoloog, bekend om zowel zijn vroege studies van indiaanse culturen, als om zijn expeditie in 1832 naar de bron van de Mississippi. Daarbij is hij bekend om zijn grote studie, zes delen dik, over indianen, in opdracht van het Congres, uitgegeven in de jaren 1850.

## Biografie
Schoolcraft diende een periode als United States indian agent in Michigan, beginnend in 1822. Tijdens die periode benoemde hij verschillende nieuw georganiseerde country's, vaak neologismen , waarvan hij beweerde dat ze waren afgeleid van inheemse talen.
Hij huwde er Jane Johnston, dochter van een prominente Schots-Ierse bonthandelaar. Haar  moeder was de dochter van Ojibwa oorlogsleider Waubojeeg. Jane leerde Schoolcraft de Ojibwe-taal en veel over de cultuur van haar moeder. 
Ze hadden meerdere kinderen, maar slechts twee overleefden de kindertijd. Jane is nu erkend als de eerste indiaanse literaire schrijver in de Verenigde Staten.
Schoolcraft vervolgde zijn studie naar indiaanse volken en gaf boeken over hen uit. In 1833 werd hij verkozen tot lid van de American Philosophical Society.
In 1846 stierf Jane. Dat jaar kreeg Schoolcraft van het Congres de opdracht voor een grote studie, bekend als Indian Tribes of the United States (Indiaanse volken van de Verenigde Staten). Het werd in zes delen van 1851 tot 1857 gepubliceerd.
Hij hertrouwde in 1847 met Mary Howard. Zij kwam van een slavenhoudende familie in South Carolina. In 1860 publiceerde zij de bestseller The Black Gauntlet, een anti-Uncle Tom's Cabin roman.